# Cemitério Forest Hills

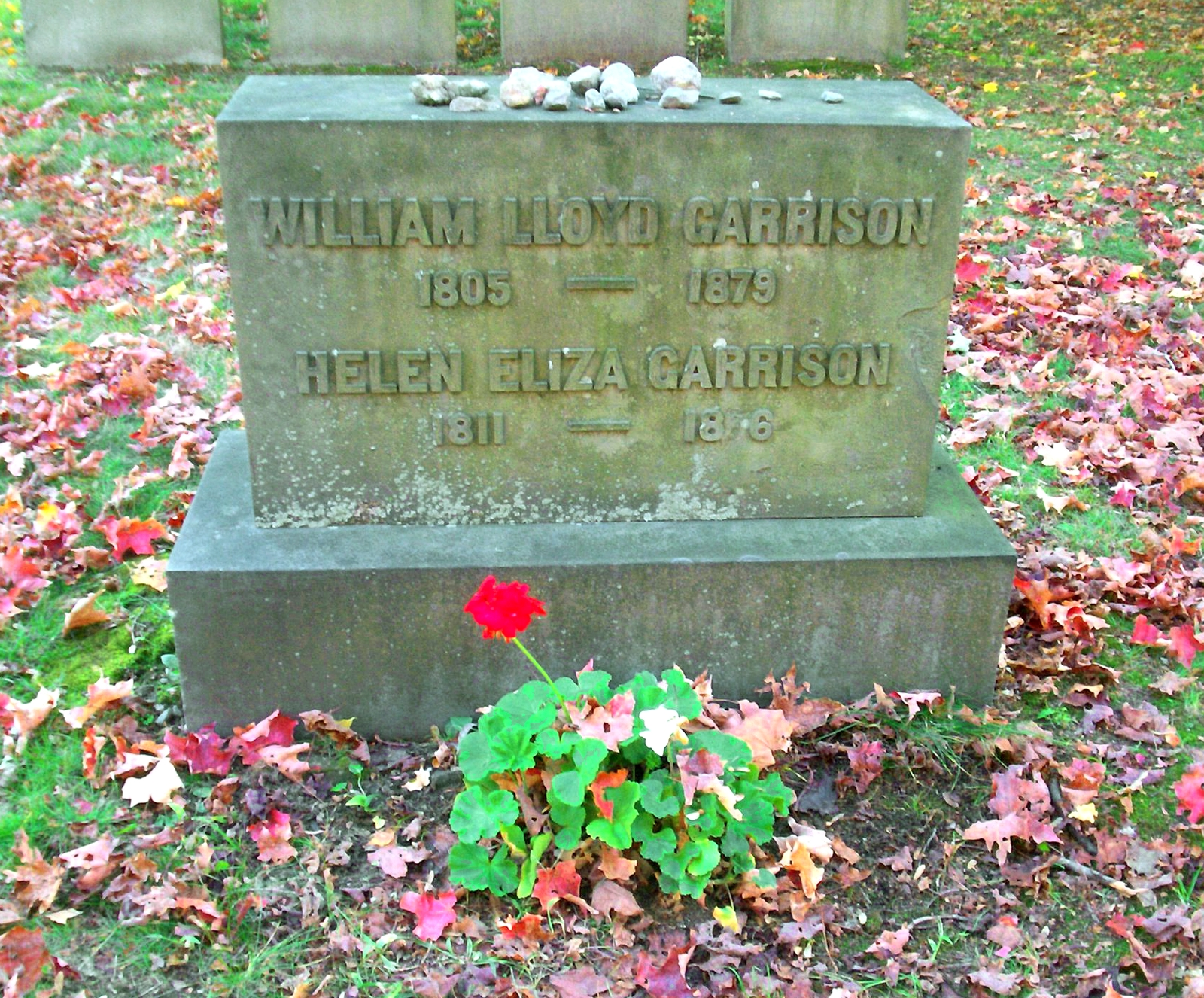
O túmulo de William Lloyd Garrison.

O Cemitério Forest Hills (em inglês:  Forest Hills Cemetery), localizado na área de Forest Hills em Jamaica Plain, Boston, é um histórico cemitério de 275 acres.
Projetado em 1848, possui arboretos e jardins com esculturas, incluindo uma de Daniel Chester French. Muitas pessoas famosas estão enterradas aqui.

## Sepultados Famosos
- Rufus Anderson (1796-1880), missionário e escritor
- Hugh Bancroft, presidente do Wall Street Journal
- Clarence W. Barron (1855-1928), presidente do Dow Jones & Company
- Andrew Carney (1794-1864), empresário e filantropo
- James Freeman Clarke (1810-1888), pregador e escritor
- Channing H. Cox (1879-1968), governador de Massachusetts (1921-1925)
- E. E. Cummings (1894-1962), poeta, pintor, ensaísta e dramaturgo
- Fanny Davenport (1850-1898), atriz
- William Dwight (1831-1888), general na Guerra de Secessão
- Eugene N. Foss (1858-1939), governador de Massachusetts (1911-1914)
- William Lloyd Garrison, (1805-1879), abolicionista
- William Gaston (1820-1894), governador de Massachusetts (1875-1876)
- Kahlil Gibran (1922-2008), escultor
- Adoniram Judson Gordon (1836-1895), pregador batista, escritor e compositor
- Curtis Guild, Jr. (1860-1915), governador de Massachusetts (1906-1909)
- Edward Everett Hale (1822-1909), escritor
- William Heath (1737-1814), fazendeiro, soldado e líder político
- Karl Heinzen (1809-1812-1880), escritor
- Edgar J. Helms, fundador da Goodwill Industries
- Charles Hiller Innes (1870-1939), advogado e político de Massachusetts
- Faik Konica (1875-1942), pensador albanês, escritor, jornalista e político
- Reggie Lewis (1965-1993), ex-jogador de basquetebol
- Francis Cabot Lowell (1775-1817), empresário
- John Lowell (1824-1897), juiz federal de Massachusetts
- Martin Milmore (1844-1833), escultor
- Fan S. Noli (1882-1965), escritor, diplomata, político, historiador, orador e fundador da Igreja Ortodoxa Autocéfala da Albânia
- Eugene O'Neill (1888-1953), dramaturgo
- Anne Sexton (1928-1974), escritora e poetisa
- Pauline Agassiz Shaw, reformadora e filantropa
- Lysander Spooner (1808-1887, jurista, filósofo político, empresário, abolicionista, jusnaturalista e anarquista
- Lucy Stone (1818-1893), oradora, defensora local e promotora dos direitos das mulheres
- Joseph Warren (1741-1775), médico e patriota, morto na Batalha de Bunker Hill
- John Ancrum Winslow (1811-1873), almirante na Guerra de Secessão
- Dois britânicos túmulos de guerra, de Artilharia Real Campo soldado da I Guerra Mundial e uma Marinha Mercante marinheiro da II Guerra Mundial.